# Bob Gordon
Bob Gordon (ur. 11 czerwca 1928 w Saint Louis, zm. 28 sierpnia 1955) – amerykański muzyk jazzowy, grający na saksofonie barytonowym.
Obok Buda Shanka i Jimmy'ego Giuffre'ego saksofonista barytonowy West Coast jazzu. Według Joachima-Ernsta Berendta był znakomitym, porywającym słuchaczy improwizatorem, będąc przy tym reprezentantem klasycznego nurtu Count Basie-Lester Young.
Jako młody muzyk na Zachodnim Wybrzeżu grał w 1946 m.in. z Shorty Sherockiem. Pod koniec lat 40. (1948-49) studiował na Westlake College w Los Angeles. W tym też okresie zaczął grać w zespole Alvino Reya (1948–1951), a potem kolejno: w 1952 z Billym Mayem, 1952/53 z Horace'em Heidtem, w 1954 z George'em Redmanem. Zdobył uznanie jako doskonały sideman, w wyniku czego uczestniczył w wielu sesjach nagraniowych. Współpracował m.in. z takimi artystami jak: Stan Kenton, Shelly Manne, Chet Baker, Maynard Ferguson, Clifford Brown, Shorty Rogers, Tal Farlow, trębacz Herbie Harper i saksofonista tenorowy Jack Montrose.
Zginął w wypadku samochodowym na terenie Kalifornii jadąc na koncert do San Diego.

## Dyskografia (wybór)

### Albumy nagrane w charakterze lidera i współlidera
| Nagrany | Wydany | Album                                                                     | Wykonawca – lider                                                     | Wytwórnia     |
| ------- | ------ | ------------------------------------------------------------------------- | --------------------------------------------------------------------- | ------------- |
| 1953    | 1954   | Moods in Jazz = Jazz Impressions (1956)                                   | Bob Gordon (Herbie Harper, George Redman, Maury Dell, Don Prell)      | Tampa Records |
| 1954    | 1954   | Meet Mr. Gordon                                                           | Bob Gordon                                                            | Pacific Jazz  |
| 1955    | 1956   | Jack Montrose with Bob Gordon = Arranged/Played/Composed by Jack Montrose | Jack Montrose oraz Bob Gordon (Paul Moer, Red Mitchell, Shelly Manne) | Atlantic      |

### Albumy nagrane w charakterze muzyka sesyjnego lub członka zespołu
| Nagrany | Wydany | Album                                 | Wykonawca – lider                                                            | Wytwórnia |
| ------- | ------ | ------------------------------------- | ---------------------------------------------------------------------------- | --------- |
| 1952    | 1952   | Jazz Composers Workshop               | Bill Russo oraz Bob Gordon, Jimmy Giuffre, Shelly Manne, Shorty Rogers i in. | Savoy     |
| 1954    | 1954   | Herbie Harper Quintet                 | Herbie Harper                                                                | Nocturne  |
| 1954    | 1954   | Dimensions Featuring Maynard Ferguson | Maynard Ferguson                                                             | EmArcy    |
| 1954-55 | 1955   | Dimensions                            | Maynard Ferguson                                                             | EmArcy    |
| 1954    | 1954   | Maynard Ferguson Octet                | Maynard Ferguson                                                             | EmArcy    |

### Kompilacje
| Nagrany | Wydany | Album                                       | Wykonawca – lider                                                         | Wytwórnia     |
| ------- | ------ | ------------------------------------------- | ------------------------------------------------------------------------- | ------------- |
| 1953-57 | 1958   | Modern Jazz Performances (Composers Series) | różni artyści: Bob Gordon, Herbie Harper, Oscar Moore, Carl Perkins i in. | Tampa Records |